# Vall de Roncal
La Vall de Roncal, en èuscar Erronkaribar, és una comarca de Navarra i la més oriental de les valls pirinenques de la merindad de Sangüesa, disposada de nord a sud i recorreguda pel riu Ezka. Comprèn les viles de Bidankoze, Burgi, Erronkari, Garde, Izaba, Urzainki i Uztarroze.
Limita al nord amb Zuberoa (departament dels Pirineus Atlàntics), a l'est amb Ansó (Jacetània), al sud amb Salvatierra de Esca (Jacetània) i a l'oest amb la Vall de Salazar (Navarra). L'orografia és fonamentalment muntanyenca, donada la seva situació als Pirineus; a la Vall es troba la muntanya més elevada de Navarra: la Mesa de los Tres Reyes (2.424 m.) en el cim de la qual hi ha una estàtua de Sant Francesc Xavier, col·locada pel Club Deportivo Navarra. El clima varia entre el subalpí a les parts més altes i el submediterrani a les baixes.
El nucli principal és Izaba (488 h al 2013), però també hi ha els nuclis de Burgi (231 h al 2013) i Erronkari (237 h al 2013), entre d'altres.